# Pedro González Martínez
Pedro González Martínez, meglio noto come Pedro (Villarcayo de Merindad de Castilla la Vieja, 18 aprile 1968), è un ex calciatore spagnolo.

## Caratteristiche tecniche
Inizia a giocare come attaccante nelle giovanili ma viene poi spostato in difesa, durante la sua carriera professionistica ricopre il ruolo di terzino sinistro.

## Carriera

### Club
Originario della provincia di Burgos, inizia a giocare nella squadra della sua città dove viene notato dagli osservatori del Real Burgos che lo inseriscono nel loro settore giovanile. Nel 1987 debutta nel calcio professionistico grazie all'allenatore Sergije Krešić che, dopo avergli cambiato ruolo in campo, lo fa esordire nella Segunda División.
Dopo due stagioni al Burgos non gli viene rinnovato il contratto a causa di un infortunio al menisco, tuttavia grazie all'intermediazione del procuratore Gonzalo Herrera viene ingaggiato dal Club Deportivo Logroñés in Primera División; la stagione 1989-1990 è quella della sua esplosione, con 28 presenze e 2 reti in campionato contribuisce a portare la squadra al settimo posto finale e riceve anche due importanti riconoscimenti personali quali la convocazione nella Nazionale Under-21 del CT Jesús María Pereda e il premio come migliore rivelazione della stagione assegnato dall'autorevole rivista sportiva Don Balón.
Le buone prestazioni fornite attirano l'interesse dell'Atlético Madrid che durante il mercato estivo del 1990 acquista il giocatore. In totale gioca per quattro stagioni con la maglia dei colchoneros conquistando per due volte la Coppa del Re; nella stagione 1993-1994, l'ultima passata a Madrid, stabilisce il suo record di marcature in una stagione realizzando 6 reti (5 in campionato e 1 nella Coppa UEFA 1993-1994 contro gli scozzesi dell'Heart of Midlothian).
Nel 1994 passa al Siviglia allenato da Luis Aragonés, dove resta per due stagioni.
Chiusa l'esperienza in Andalusia, Pedro si trasferisce all'Alavés in Segunda División. Dopo una sola stagione cambia nuovamente squadra passando all'Extremadura, sempre militante nella stessa categoria. Alla fine dell'anno colleziona solo 4 presenze con la maglia del club che grazie al secondo posto finale ottiene la promozione nella massima divisione nazionale.
Si ritira dall'attività agonistica all'età di 30 anni.

### Nazionale
Ha al suo attivo una presenza con la Nazionale spagnola Under-21 nella partita disputata il 29 marzo 1990 a Logroño contro i pari età dell'Italia valevole per i quarti di finale del Campionato europeo di calcio Under-21 1990.

## Palmarès

### Club
- Copa del Rey: 2

Atlético Madrid: 1990-1991, 1991-1992

### Individuali
- Premio Don Balón (Giocatore rivelazione): 1

1989-1990